# 白玉粉

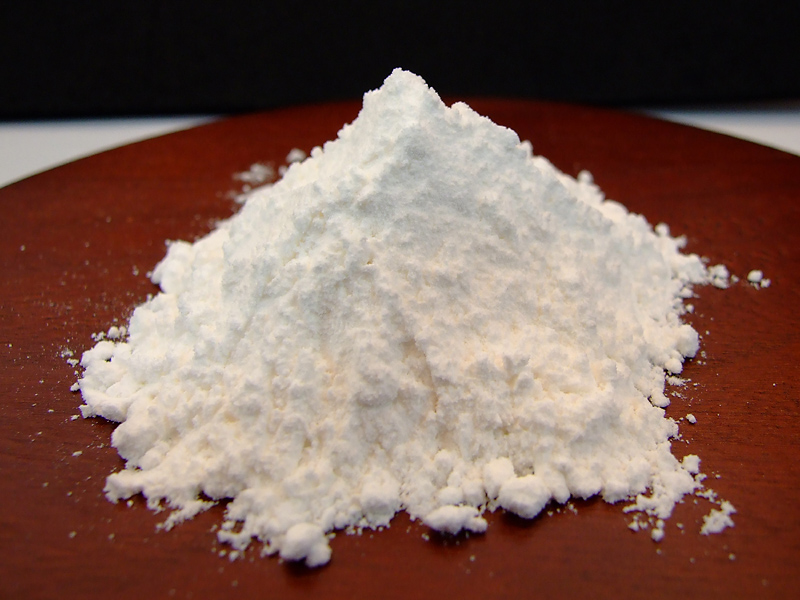
米粉（画像はコシヒカリを原料とする米粉）

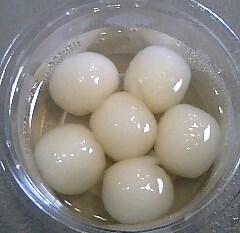
白玉団子（長崎県島原市の寒ざらし）

白玉粉（しらたまこ）、またもち粉（もちこな）とは、もち米を加工した粉（うるち米を加える製品もある）。もち米を粉にし、水中で沈殿させ乾燥した物。
寒中に沈殿作業を繰り返し乾燥させるため、寒晒し（かんざらし）、もしくは寒晒し粉（かんざらしこ）の別名もある。

## 概要
もち米を水洗後、水に浸してから水切りし、水を加えながら挽く。その乳液をふるいにかけ、沈殿したものを圧搾脱水し、天日乾燥させて作る。白玉団子などの材料に用いられる。粉の粒子が小さいので、出来上がった白玉はつるりとした食感となる。
白玉粉は室町時代ないし鎌倉時代に禅の修行のために中国の南宋に渡った僧侶や、日本への渡来僧によって伝えられたとの説もあるが、具体的な証拠が無い故、起源は不明である。
一般に広まったのは江戸時代・元禄の頃で、砂糖や餡といった甘味が庶民の手に入りやすくなるとともに大衆化された。